# Kadavinakote, Holenarsipur
Kadavinakote là một làng thuộc tehsil Holenarsipur, huyện Hassan, bang Karnataka, Ấn Độ.